# Liste der Straßen und Plätze in Berlin-Kladow

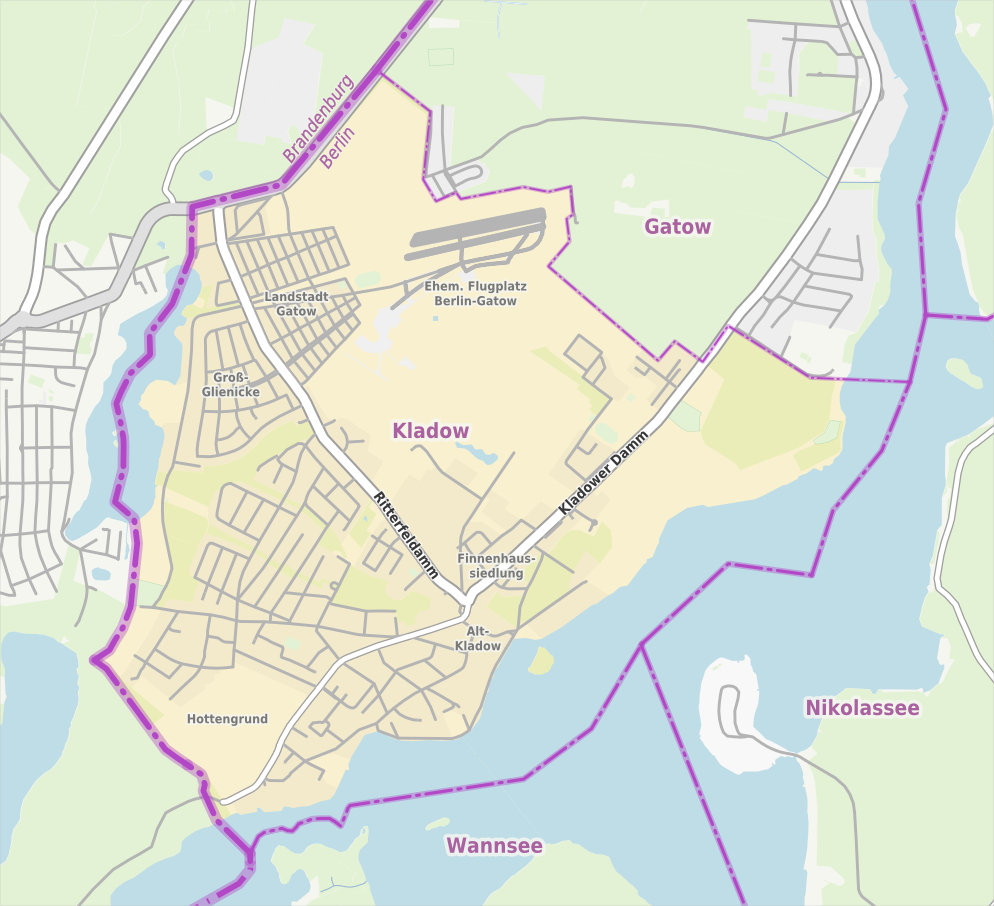
Übersichtskarte von Berlin-Kladow

Die Liste der Straßen und Plätze in Berlin-Kladow beschreibt das Straßensystem im Berliner Ortsteil Kladow mit den entsprechenden historischen Bezügen. Gleichzeitig ist diese Zusammenstellung ein Teil der Listen aller Berliner Straßen und Plätze.

## Überblick
Kladow hat 16.548 Einwohner (Stand: 31. Dezember 2024) und umfasst den Postleitzahlenbereich 14089. Insgesamt bestehen 144 gewidmete Straßen, die meist den Charakter von Siedlungsstraßen haben. Der Imchenplatz ist die einzige als Platz benannte gewidmete Verkehrsfläche. Drei Straßen setzen sich über die Grenzen von Kladow fort. Die gesamte Länge der 144 Straßen des Ortsteils beträgt 69,8 Kilometer.

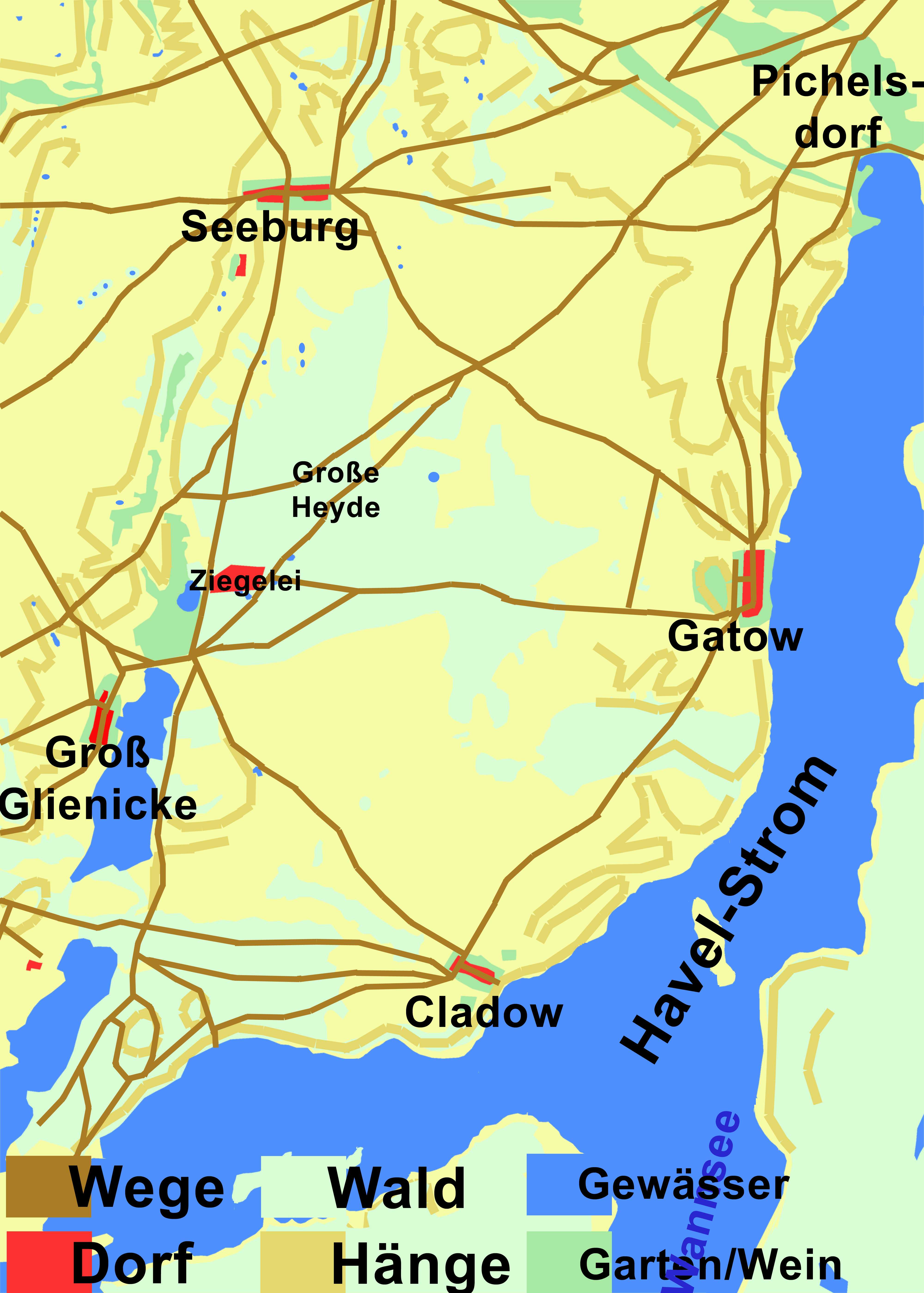
Das Wegesystem zwischen Gatow, Cladow, Groß Glienicke, Seeburg und Pichelsdorf um die Jahre 1770 bis 1790

Das System der Straßen in Kladow (1925 noch Cladow) ist historisch gewachsen, zunächst am Dorfkern um Alt-Kladow und der Ritterfelddamm und die Gutsstraße zum ehemaligen Rittergut in Groß Glienicke (damals wie noch heute außerhalb Berlins) wurden Siedlungsstraßen angelegt. Im 19. Jahrhundert begann der Zuzug städtischer Bevölkerung. Ein Berliner Bauunternehmer kaufte das Gut Neu-Kladow und am Havelufer entstanden zahlreiche Villen und Sommerhäuser mit ihren Zufahrtsstraßen. Mit dem Bau der Blücher- und der (heutigen) General-Steinhoff-Kaserne 1935 für den Flugplatz Gatow entstanden neue Straßen mit Wohnbebauung.
Das Hauptstraßensystem des Ortsteils bildet die Potsdamer Chaussee am Nordwestrand (nahe der Stadtgrenze) entlang, die als Bundesstraße 2 ausgewiesen ist, und im östlichen Ortsteil havelnah von Gatow der Kladower Damm. Verbunden sind beide durch den querlaufenden Ritterfelddamm.
Anzumerken ist die Änderung in der Zugehörigkeit der Straßen durch den Gebietsaustausch von 1945 zwischen den Alliierten (sowjetische Zone und britischer Sektor), Die Kladower Grenzlinie verschob sich mit der Stadtgrenze und der Bezirksgrenze von Spandau über den Ritterfelddamm auf Groß Glienicker Flur bis zur Mitte des Groß-Glienicker Sees, wodurch Straßen von Groß Glienicke zu Kladow kamen. Die Benennung von Straßen Anfang der 1930er Jahre und zum Ende der 1950er Jahre steht auch für die erweiterte Siedlungsbebauung. Durch den Mauerbau geriet der Ortsteil in eine Randlage im Südwesten von West-Berlin. In den 1960er bis 1980er Jahren erfolgten einige individuelle Benennungen. Am Rande des alten Dorfkerns entstanden 1958 die Finnenhäuser, wobei der Kladower Damm die Siedlung in zwei ungleiche Hälften – die „ländliche“ Feldseite und die „elitäre“ Wasserseite – trennt.
Durch die deutsche Wiedervereinigung wurde die Besiedlung seit 1990 wieder attraktiv. Durch den Abzug der britischen Truppen 1994 wurde das Gelände des Flugplatzes Gatow frei, und im Winkel zwischen An der Gatower Heide und dem Ritterfelddamm wurden auf dem Südwestteil dieser frei gewordenen Fläche Straßen für den Eigenheimbau als Landstadt Gatow angelegt. Trotz dieser Namenswahl liegen alle Straßen in Kladow. Allerdings wurde dafür Gatower Gelände an Kladow abgegeben und die Grenze zwischen den Ortsteilen nach Südwesten verschoben. Die Straßen in der Landstadt sind nach Flughelden wie Dädalus und Ikarus, Vordenkern des Fluges wie Leonardo da Vinci oder Jules Verne bis zu den Flugpionieren des 20. Jahrhunderts, wie den Gebrüdern Wright und Charles Lindbergh, benannt. Durch die Themenwahl doppeln sich manche Namen mit Straßen am Johannisthaler Flugfeld. 2011 wurden Straßen im Bereich der General-Steinhoff-Kaserne (Luftwaffe) bei der Umgestaltung dieser vormals von den britischen Truppen in Berlin genutzten Einrichtung umbenannt.

## Übersicht der Straßen und Plätze
Die nachfolgende Tabelle gibt eine Übersicht über die vorhandenen Straßen und Plätze im Ortsteil sowie einige dazugehörige Informationen.
- Name/Lage: aktuelle Bezeichnung der Straße oder des Platzes. Über den Link Lage kann die Straße oder der Platz auf verschiedenen Kartendiensten angezeigt werden. Die Geoposition gibt die Lage der ungefähren Mitte der Straßenlänge an.
- Im amtlichen Straßenverzeichnis nicht aufgeführte Verkehrswege sind mit * gekennzeichnet.
- Ehemalige oder nicht mehr gültige Straßennamen sind kursiv gesetzt. Für bedeutende ehemalige Straßen oder historische Straßennamen ist gegebenenfalls eine gesonderte Liste vorhanden.
- Länge/Maße in Metern:
Die in der Übersicht enthaltenen Längenangaben sind  gerundete Übersichtswerte, die in Google Earth mit dem dortigen Maßstab ermittelt wurden. Sie dienen Vergleichszwecken und werden, sofern amtliche Werte bekannt sind, ausgetauscht und gesondert gekennzeichnet.
Bei Plätzen sind die Maße in der Form a × b für rechteckige Anlagen und für (ungefähr) dreieckige Anlagen als a × b × c mit a als längster Seite angegeben.
Sofern die Straße auch in benachbarte Ortsteile weiterführt, gibt der Zusatz ‚im Ortsteil‘ an, wie lang der Straßenabschnitt innerhalb des Ortsteils dieses Artikels ist.
- Namensherkunft: Ursprung oder Bezug des Namens.
- Anmerkungen: weitere Informationen über anliegende Baudenkmale oder Institutionen, die Geschichte der Straße und historische Bezeichnungen.
- Bild: Foto der Straße oder eines anliegenden Objektes.

| Name/Lage                         | Länge/Maße (in Metern)                                | Namensherkunft | Datum der Benennung | Anmerkungen | Bild                                                              |
| --------------------------------- | ----------------------------------------------------- | --- | ------------------- | --- | ----------------------------------------------------------------- |
| Ahornallee (Lage)                 | 0540                                                  | Ahorn, Laub- und Alleebaum | um 1930             | Die Straße liegt zwischen Kurpromenade und Seebadstraße, westlich des Flugplatzes Gatow. | Ahornallee                                                        |
| Aiblinger Weg (Lage)              | 0270                                                  | Bad Aibling, Stadt im Landkreis Rosenheim, Freistaat Bayern                                                                                        | 20. Juli 1938       | Die vorher als Straße 212 eingerichtete Straße nach Bebauungsplan liegt zwischen Schwabinger und Gautinger Weg und führt über diese hinaus als Stichstraße weiter. | Aiblinger Weg                                                     |
| Albrecht-Berblinger-Straße (Lage) | 0270                                                  | Albrecht Ludwig Berblinger (1770–1829), Schneider, Erfinder und Flugpionier                                                                        | 1. Jan. 2002        | Die Straße in der Landstadt Gatow liegt zwischen An der Gatower Heide und Johann-Landefeldt-Straße. | Albrecht-Berblinger-Straße                                        |
| Alt-Kladow (Lage)                 | 0400                                                  | Der alte Dorfkern von Kladow | 3. Mai 1935         | Bis 1935 als Dorfstraße, wurde bei der Namensgebung die Gepflogenheit in Berlin umgesetzt, die ehemaligen Dorfstraßen der 1920 eingemeindeten Ortschaften umzubenennen, indem vor den früheren Ortsnamen „Alt-“ gesetzt wurde. Die Straße liegt zwischen Imchenallee/Imchenplatz und Kladower Damm/Sakrower Landstraße. | Alt-Kladow 1 · Alt-Kladow: bergab zur Havel (Imchenplatz) hin     |
| Am Carolinenhof (Lage)            | 0170                                                  | Carolinenhof, ehemaliger Bauernhof in dieser Gegend                                                                                                | 19. Sep. 2016       | Die Privatstraße zweigt vom Lüdickeweg ab. | Am Carolinenhof                                                   |
| Am Donnerberg (Lage)              | 0630                                                  | Donnerberg: alter hiesiger Flurname | 15. Aug. 2000       | Der Fußweg liegt im Gebiet der Landstadt Gatow zwischen Ritterfelddamm und Seekorso. | Am Donnerberg                                                     |
| Am Dorfwald (Lage)                | 0190                                                  | Dorfwald, Waldgelände der Kladower Bauern | 9. Sep. 1931        | Die Straße führte zum Zeitpunkt ihrer Benennung vom Krampnitzer Weg nach Norden über die Fuchsberge. Am 1. Juli 1962 wurde der nördliche Straßenteil zum Ritterfelddamm, der durch die Grundschule am Ritterfeld vom südlichen Straßenteil getrennt war, in Schallweg umbenannt. | Am Dorfwald vom Krampnitzer Weg her                               |
| Am Flugplatz Gatow (Lage)         | 0650                                                  | Flugplatz Gatow, 1935 als Ausbildungsstätte für Piloten und Beobachter der deutschen Luftwaffe eingeweiht                                          | 1. Aug. 2000        | Die Straße liegt im Gebiet der Landstadt Gatow zwischen Ritterfelddamm und Seekorso. | Am Flugplatz Gatow                                                |
| Am Kladower Wäldchen (Lage)       | 0200                                                  | anliegendes Wäldchen | 15. Nov. 2005       | Südöstlich vom Lanzendorfer Weg abgehend Richtung Blücher-Kaserne. | Am Kladower Wäldchen                                              |
| Am Landschaftspark Gatow (Lage)   | 0980                                                  | Landschaftspark auf der früheren Landebahn des Flughafens Gatow                                                                                    | 15. Aug. 2000       | Die Straße liegt im Gebiet der Landstadt Gatow zwischen An der Gatower Heide und Am Donnerberg. | Am Landschaftspark Gatow                                          |
| Am Ritterholz (Lage)              | 0610                                                  | Ritterholz, Waldfläche des Rittergutes | 1. Sep. 1973        | Die Straße, vorher Straße 128, geht westlich als Stichstraße vom Eichelmatenweg ab. | Am Ritterholz                                                     |
| Am Roten Stein (Lage)             | 0260                                                  | Roter Stein, hiesiger Flurname | 1. Mai 1962         | Die Straße, vorher als Straße 116 eingerichtet, liegt zwischen Sakrower Kirchweg und Kirchweg, nahe am alten Dorfkern. | Am Roten Stein vom Kirchsteig Richtung Havel                      |
| Am Schwemmhorn (Lage)             | 0110                                                  | Schwemmhorn, eine im Süden des Ortsteils Kladow in die Havel ragende Landzunge                                                                     | 15. Nov. 1955       | Die Straße nahe am Dorfkern geht ostwärts vom Lüdickeweg ab. | Am Schwemmhorn                                                    |
| Am Waldkiefernweg (Lage)          | 0220                                                  | Waldkiefer, Baumart | 19. Sep. 2016       | Die Straße liegt im Parkviertel und führt von der Amberbaumallee zur Straße An den Parkbäumen | Am Waldkiefernweg                                                 |
| Amberbaumallee (Lage)             | 0540                                                  | Amberbaum, Baumart | 19. Sep. 2016       | Die Straße liegt im Parkviertel und zweigt von der Parkviertelallee ab. | Amberbaumallee                                                    |
| Amelia-Earhart-Straße (Lage)      | 0260                                                  | Amelia Earhart (1897–1937), US-amerikanische Flugpionierin                                                                                         | 15. Aug. 2000       | Die Straße liegt im Gebiet der Landstadt Gatow zwischen Leonardo-da-Vinci-Straße und Seekorso. | Amelia-Earhart-Straße                                             |
| Amelie-Beese-Zeile (Lage)         | 0160                                                  | Amelie Hedwig Boutard-Beese, genannt „Melli Beese“ (1886–1925), erste Frau in Deutschland mit einer Pilotenprüfung                                 | 15. Aug. 2000       | Die Straße liegt im Gebiet der Landstadt Gatow zwischen Seekorso und Am Donnerberg. | Amelie-Beese-Zeile                                                |
| An den Parkbäumen (Lage)          | 0580                                                  | Parkbaum, Bezeichnung für in Parks vorkommenden Bäumen                                                                                             | 19. Sep. 2016       | Die U-förmige Straße liegt im Parkviertel und führt von und zur Amberbaumallee. | An den Parkbäumen                                                 |
| An der Bastion (Lage)             | 0200                                                  | In der Nähe befinden sich Bastion und Ravelin, auf dem ehemaligen Übungsgelände des preußischen Heeres                                             | 1. Aug. 1966        | Die Straße wurde um 1960 südlich des Gatower Flugplatzes angelegt und geht vom Ritterfelddamm nördlich im Bogen ab. | An der Bastion                                                    |
| An der Gatower Heide (Lage)       | 0710                                                  | Die Gatower Heide mit dem ehemaligen Schießplatz der britischen Truppen in Berlin liegt nordöstlich.                                               | 15. Aug. 2000       | Die Straße liegt zwischen Ritterfelddamm und Johann-Landefeldt-Straße im Gebiet der Landstadt Gatow. | An der Gatower Heide                                              |
| Auguste-Piccard-Straße (Lage)     | 0370                                                  | Auguste Piccard (1884–1962), schweizerischer Physiker und Erfinder                                                                                 | 1. Jan. 2002        | Die Straße liegt im Gebiet der Landstadt Gatow zwischen An der Gatower Heide und Johann-Landefeldt-Straße. | Auguste-Piccard-Straße                                            |
| August-Euler-Zeile (Lage)         | 0100                                                  | August Euler (1868–1957), Flugzeugtechniker und Flugpionier                                                                                        | 15. Aug. 2000       | Die Straße liegt zwischen Seekorso und Am Donnerberg in der Landstadt Gatow. | August-Euler-Zeile                                                |
| Bardelebenweg (Lage)              | 0550                                                  | Bardeleben (Adelsgeschlecht), hier wohl Heinrich Adolf von Bardeleben                                                                              | 1. Aug. 1965        | Der Weg liegt zwischen Kurpromenade und Seebadstraße. Die vorherige Akazienallee wurde 1965 umbenannt, um Verwechslungen mit Straßen gleichen Namens in Berlin zu vermeiden. Das Gebiet, in dem die Straße liegt, gehörte bis 1945 zur Gemeinde Groß Glienicke im Kreis Osthavelland und kam auf Grundlage alliierter Vereinbarungen zu West-Berlin. | Bardelebenweg                                                     |
| Bartschweg (Lage)                 | 0330                                                  | Karl Bartsch (1832–1888), germanistischer Mediävist und Altphilologe                                                                               | 19. Mai 1959        | Der Weg liegt zwischen Zingerle- und Birlingerweg. Angelegt als Straße 119, wurde deren Verlängerung am 28. August 1963 einbezogen. Die hier liegenden Straßen tragen Namen von Sprach- und Volkskundlern. | Bartschweg                                                        |
| Bechsteinweg (Lage)               | 0330                                                  | Ludwig Bechstein (1801–1860), Schriftsteller, Bibliothekar und Archivar                                                                            | 1. Juli 1964        | Die Straße 199 wurde 1964 wie die umliegenden Straßen nach einem Sprachkundler benannt. Sie liegt geht im Bogen von und zur Selbitzer Straße nach Westen. | Bechsteinweg                                                      |
| Benfeyweg (Lage)                  | 0280                                                  | Theodor Benfey (1809–1881), Orientalist und Sprachforscher                                                                                         | 1. Nov. 1971        | Die Straße führt in das „Volkskundlerviertel“ (mit Straßen, die nach Sprachforschern und Volkskundlern benannt sind) und liegt zwischen Selbitzer Straße und Wossidloweg. | Benfeyweg                                                         |
| Birkenallee (Lage)                | 0330                                                  | Birke, Laubbaum, oft an Wegessäumen | um 1935             | Die Straße zwischen Kurpromenade und Ahornallee wurde nach 1930 angelegt. Das Gebiet gehörte bis 1945 zur Gemeinde Groß Glienicke im Kreis Osthavelland und kam auf der Grundlage alliierter Vereinbarungen 1945 zu Spandau und so zu West-Berlin. | Birkenallee                                                       |
| Birlingerweg (Lage)               | 0240                                                  | Anton Birlinger (1834–1891), katholischer Theologe und Germanist                                                                                   | 1. Mai 1962         | Die zwischen Wrede- und Zingerleweg gelegene Straße, vorher Straße 120, gehört zum Viertel, in dem Straßen nach Persönlichkeiten der Sprach- und Volkskunde benannt wurden. | Birlingerweg                                                      |
| Breitehornweg (Lage)              | 0760 (im Ortsteil)                                    | Breitehorn, nahe gelegener Landvorsprung in die Havel                                                                                              | 7. Nov. 1953        | Der Breitehornweg bildet die Grenze zu Gatow, wobei nur der Wald (Jagen 88 und 89) zum Ortsteil gehört, die Straße selbst zu Gatow. Der Weg geht östlich vom Kladower Damm ab zur Havel. | Breitehornweg                                                     |
| Charles-Lindbergh-Straße (Lage)   | 0400                                                  | Charles Lindbergh (1902–1974), US-amerikanischer Pilot, erste Alleinüberquerung des Atlantiks von New York nach Paris ohne Zwischenlandung         | 15. Aug. 2000       | Zwischen An der Gatower Heide und Am Donnerberg liegt die Straße, benannt nach einem Flugpionier in der Landstadt Gatow. | Charles-Lindbergh-Straße                                          |
| Christoph-Kolumbus-Straße (Lage)  | 1350                                                  | Christoph Kolumbus (1451–1506), italienischer Seefahrer in spanischen Diensten, Entdeckung Amerikas                                                | 1. Nov. 2011        | Die Straße geht nordwestlich vom Kladower Damm ab und führt zum Luftwaffenmuseum, auf der Fläche der General-Steinhoff-Kaserne. Die Straße hatte vor der Umbenennung den Namen Käthe-Paulus-Straße. | Christoph-Kolumbus-Straße                                         |
| Contessaweg (Lage)                | 0680                                                  | Schriftsteller-Brüder Salice-Contessa | 22. Okt. 1956       | Der Weg im Zuge der vorher nach Bebauungsplan angelegten Straßen 106 und 114 liegt zwischen Parnemannweg und Gößweinsteiner Gang, geht über diesen als Stichstraße weiter. Die beiden Brüder Christian Jakob Salice-Contessa (1767–1825), schlesischer Großkaufmann, Kommunalpolitiker und romantischer Schriftsteller und Karl Wilhelm Salice-Contessa (1777–1825), schlesischer Dichter der Romantik, lebten beide in Berlin, insbesondere war der erstere in der Festung Spandau inhaftiert gewesen. | Contessaweg von der Kindlebenstraße nordwärts                     |
| Dädaluspfad (Lage)                | 0120                                                  | Dädalus, griechische Sagengestalt mit Flugtraum, Vater von Ikarus                                                                                  | 15. Aug. 2000       | Die Straße liegt im Gebiet der Landstadt Gatow zwischen Leonardo-da-Vinci-Straße und Seekorso. | Dädaluspfad                                                       |
| Dechtower Steig (Lage)            | 0100                                                  | Dechtow, Gemeinde nördlich von Spandau, heute Ortsteil von Fehrbellin (Brandenburg)                                                                | 23. Nov. 1931       | Eine Stichstraße, südlich vom Ritterfelddamm abgehend. | Dechtower Steig, Ecke Ritterfelddamm                              |
| Drosselstraße (Lage)              | 0380                                                  | Drosseln, Familie weltweit verbreiteter Singvögel                                                                                                  | nach 1930           | Sie liegt südlich im Bogen von und zur Privatstraße im Gebiet, das bis 1945 zur Gemeinde Groß Glienicke gehörte und auf der Grundlage alliierter Vereinbarungen der West-Berliner Verwaltung unterstellt wurde. Nördlich der Privatstraße liegt die Kuckucksstraße im Bogen. | Drosselstraße                                                     |
| Edmund-Rumpler-Straße (Lage)      | 0330                                                  | Edmund Rumpler (1872–1940), Flugzeugkonstrukteur, Rumpler Taube                                                                                    | 28. Aug. 2000       | Die Straße liegt zwischen An der Gatower Heide und Johann-Landefeldt-Straße im Gebiet der Landstadt Gatow. | Edmund-Rumpler-Straße                                             |
| Eichelmatenweg (Lage)             | 1030                                                  | Eichelmaten, Flurname für ein Gelände das im Bereich des Flugplatzes Gatow lag                                                                     | 1. Sep. 1973        | Die Straße 181, die lange unbenannt und unbebaut geblieben war, erhielt 1973 den Namen Eichelmatenweg und liegt zwischen Ritterfelddamm und über Am Ritterholz hinaus. | Eichelmatenweg in Richtung Alt-Kladow/Ritterfelddamm              |
| Elsa-Brändström-Weg (Lage)        | 0180                                                  | Elsa Brändström (1888–1948), schwedische Philanthropin, bekannt als „Engel von Sibirien“                                                           | nach 1930           | Die Straße liegt zwischen Otto-von-Wollank-Straße und Jägerallee, westlich des Flugplatzes Gatow in dem Gebiet, das bis 1945 zur märkischen Gemeinde Groß Glienicke im Kreis Osthavelland gehörte und dann auf der Grundlage alliierter Vereinbarungen zu West-Berlin kam. | Elsa-Brändström-Weg                                               |
| Elsbeerenweg (Lage)               | 0260                                                  | Elsbeere, Baumart | 19. Sep. 2016       | Die Stichstraße zweigt von der Parkviertelallee ab. | Elsbeerenweg                                                      |
| Fählmannweg (Lage)                | 0630                                                  | Friedrich Robert Faehlmann (1798–1850), estnischer Philologe und Arzt                                                                              | 29. Jan. 1958       | Die vorher als Straße 134 eingerichtete Straße geht als Stichstraße nördlich vom Pfändnerweg ab. Sie liegt in einem Viertel, in dem Straßen nach Sprach- und Volkskundlern benannt wurden. | Fählmannweg                                                       |
| Ferdinand-Magellan-Straße (Lage)  | 0240                                                  | Ferdinand Magellan (1480–1521), portugiesischer Seefahrer im Auftrag der spanischen Krone begann er die erste Weltumsegelung.                      | 1. Nov. 2011        | Die Straße geht nach Nordost von der Christoph-Kolumbus-Straße ab, auf der Fläche der General-Steinhoff-Kaserne. Bis 2011 hieß sie Waldstraße. | Ferdinand-Magellan-Straße                                         |
| Fischbrunner Weg (Lage)           | 0210                                                  | Fischbrunn, Ort im Nürnberger Land, heute Ortsteil von Pommelsbrunn (Bayern)                                                                       | 1. Feb. 1965        | Die Straße liegt zwischen Katzwanger Steig und Hersbrucker Weg und geht über letzteren als Stichstraße weiter. | Fischbrunner Weg                                                  |
| Friedrich-Hanisch-Straße (Lage)   | 0330                                                  | Friedrich Hanisch (1878–1962), Schmiedemeister und Gründer der Freiwilligen Feuerwehr Kladow.                                                      | 8. Sep. 1979        | Als Straße 175 angelegt liegt zwischen Kladower Damm und Mascha-Kaléko-Straße, über letztere als Stichstraße weiter. | Friedrich-Hanisch-Straße                                          |
| Fuchsbergeweg (Lage)              | 0450                                                  | Fuchsberge, 60 Meter hohe Erhebung im Ortsteil Kladow                                                                                              | 1. Aug. 1966        | Er liegt zwischen Krampnitzer Weg und Straße 136. Im Jahr 1966 wurde der südliche Teil der Straße 217 benannt, der nördliche Straßenabschnitt hieß weiterhin Straße 217 und wurde am 5. Juni 1991 in den Fuchsbergeweg einbezogen. Die hier liegenden Straßen wurden noch 1943 unter der Bezeichnung Fuchsberge zusammengefasst. | Fuchsbergeweg                                                     |
| Gallandiweg (Lage)                | 0150                                                  | Paul Gallandi (1877–1917), Landschaftsgärtner, unter seiner Leitung wurde 1912 die Uferpromenade angelegt                                          | 4. Juni 1962        | Die vom Krampnitzer Weg nach Norden in Richtung Fuchsberge verlaufende Straße führte diesen Namen bereits in den 1920er Jahren inoffiziell und erhielt ihn 1962 offiziell. | Gallandiweg                                                       |
| Ganzhornweg (Lage)                | 0160                                                  | Wilhelm Ganzhorn (1818–1880), Jurist und Dichter (Im schönsten Wiesengrunde)                                                                       | 1. Sep. 1973        | Vorher als Straße 137 angelegt, liegt sie zwischen Krampnitzer Weg und Rollenhagenweg und als Stichstraße über den Rollenhagenweg hinweg. | Ganzhornweg                                                       |
| Gautinger Weg (Lage)              | 0370                                                  | Gauting, Stadt in Oberbayern | 20. Mai 1937        | Der Weg liegt zwischen Schwabinger und Aiblinger Weg und geht über letzteren als Stichstraße hinaus. Die Straße 145 wurde 1937 benannt, und am 20. Juli 1938 wurde die bisherige Straße 214 einbezogen. Die Straße bestand aus zwei voneinander getrennten Abschnitten, so wurde das westliche Teilstück am 1. Januar 1965 herausgelöst und in Hersbrucker Weg benannt. | Gautinger Weg                                                     |
| Gebrüder-Wright-Straße (Lage)     | 0390                                                  | Gebrüder Wright, US-amerikanische Pioniere der Luftfahrt (erster Motorflug)                                                                        | 15. Aug. 2000       | Die Straße zwischen Leonardo-da-Vinci-Straße und Seekorso liegt im Gebiet der Landstadt Gatow. | Gebrüder-Wright-Straße                                            |
| George-Caylay-Straße (Lage)       | 0280                                                  | Sir George Cayley (1773–1857), britischer Erfinder, Luftfahrtpionier (1852 erstes Segelflugzeug der Welt)                                          | 1. Jan. 2002        | Die Straße im Gebiet mit nach Luftfahrtpionieren benannten Straßen liegt zwischen An der Gatower Heide bis Johann-Landefeldt-Straße in der Landstadt Gatow. | George-Caylay-Straße                                              |
| Gerstäckerweg (Lage)              | 0200                                                  | Friedrich Gerstäcker (1816–1872), Schriftsteller des modernen Reise- und Abenteuerromans                                                           | 1. März 1963        | Die kleine Siedlungsstraße zwischen Gößweinsteiner Gang und Hackländerweg hieß vor der Benennung Straße 161. | Gerstäckerweg                                                     |
| Goldlärchenweg (Lage)             | 0170                                                  | Goldlärche, Baumart | 19. Sep. 2016       | Die Stichstraße liegt im Parkviertel und zweigt von der Parkviertelallee ab. | Goldlärchenweg                                                    |
| Gößweinsteiner Gang (Lage)        | 0760                                                  | Gößweinstein, Markt in Oberfranken (Landkreis Forchheim), Bayern                                                                                   | 18. Jan. 1936       | Die Straße liegt zwischen Krampnitzer Weg und Imchenallee (weiter als Stichstraße) und hieß zunächst bis 1936 Eppsteiner Gang. Die Umbenennung erfolgte, da einigen NS-Anwohnern der alte Straßenname zu jüdisch klang. | Gößweinsteiner Gang 1                                             |
| Gottfried-Arnold-Weg (Lage)       | 0110                                                  | Gottfried Arnold (1666–1714), Theologe | 1. Juli 1970        | Die Stichstraße, südwestlich vom Ritterfelddamm abgehend, führt (parallel zur Waldallee) zur Schilfdachkapelle „Zum Guten Hirten“, die Anfang der 1950er Jahre hier aufgebaut wurde. Der Straßenlauf grenzt an den ehemaligen Ortsrand, der 1945 durch den Gebietsaustausch zwischen Groß Glienicke und Staaken verschwand. Zur Straße sind keine Grundstücke adressiert. Zwischen den in den 1970er Jahren erbauten Wohnbauten Waldallee 1–3 sind in die Tiefe vom Ritterdamm die vom Gottfried-Arnold-Weg erreichbaren Grundstücke Ritterfelddamm 137–143 eingeschoben. Die Schilfdachkapelle hat dadurch die Adresse Ritterfelddamm 145. | Gottfried-Arnold-Weg                                              |
| Gredinger Straße (Lage)           | 0120                                                  | Greding, Stadt in Mittelfranken | 20. Mai 1937        | Die vorherige Straße 205 liegt zwischen Katzwanger Steig und Ritterfelddamm. | Gredinger Straße                                                  |
| Grimmelshausenstraße (Lage)       | 0530                                                  | Grimmelshausen (um 1622–1676), Schriftsteller (Simplicissimus)                                                                                     | 1. Mai 1962         | Vorher als Straße 139 angelegt, führt sie vom Krampnitzer Weg nordwärts an die Straße 136 (Stichstraße). | Grimmelshausenstraße                                              |
| Grüner Wall (Lage)                | 0110                                                  | Nahegelegene Wälle des ehemaligen preußischen Übungsgeländes für Festungskämpfe in Kladow                                                          | 1. Okt. 1967        | Die Straße geht von An der Bastion östlich ab; in der Nähe liegt die „Alte Schanze“. | Grüner Wall                                                       |
| Gutsstraße (Lage)                 | 0220                                                  | Zufahrt zum ehemaligen Rittergut Groß Glienicke | 1850 (19. Jhd.)     | Die Gutsstraße liegt zwischen Ritterfelddamm und Stadtgrenze; sie erschloss den heute zu Kladow gehörenden Teil von Groß Glienicke (östlich vom Groß Glienicker See) für das Rittergut. Vor 1945 gehörte dieses Gebiet, in dem die Straße verläuft, zur havelländischen Gemeinde Groß Glienicke und wurde erst danach auf der Grundlage alliierter Vereinbarungen der West-Berliner Verwaltung unterstellt. | Gutsstraße LDL 09085592                                           |
| Hackländerweg (Lage)              | 0310                                                  | Friedrich Wilhelm Hackländer (1816–1877), Schriftsteller und Kriegsberichterstatter                                                                | 1. März 1963        | Vor der Benennung war es die Straße 141 des Bebauungsplans. Sie liegt zwischen Rollenhagen- und Gerstäckerweg, über den sie noch als Stichstraße weitergeht. | Hackländerweg                                                     |
| Haltrichweg (Lage)                | 0140                                                  | Josef Haltrich (1822–1886), Lehrer, Pfarrer und sächsischer Volkskundler                                                                           | 22. Okt. 1956       | Der Weg, vorher als Straße 121, liegt zwischen Bechstein- und Zingerleweg (Stichstraße) in einer Siedlung, in der Straßen nach Volkskundlern benannt sind. | Haltrichweg                                                       |
| Harsdörferweg (Lage)              | 0210                                                  | Harsdörffer (1607–1658), Dichter des Barock in der oberdeutschen Schreibsprache                                                                    | 1. März 1963        | Als Straße 138 nach 1928 angelegt, liegt sie zwischen Wickramstraße und Fuchsbergeweg in einem Gebiet, in dem Straßen nach Sprachforschern benannt wurden. | Harsdörferweg                                                     |
| Hellmuth-Hirth-Zeile (Lage)       | 0080                                                  | Hellmuth Hirth (1886–1938), Flugpionier bei Rumpler in Johannisthal                                                                                | 15. Aug. 2000       | Die Straße liegt im Gebiet der Landstadt Gatow zwischen Seekorso und Am Donnerberg. | Hellmuth-Hirth-Zeile                                              |
| Hersbrucker Weg (Lage)            | 0330                                                  | Hersbruck, Stadt im Landkreis Nürnberger Land, Bayern                                                                                              | 1. Jan. 1965        | Er liegt zwischen Fischbrunner Weg und Pegnitzring. Zunächst gehörte er zum Gautinger Weg, der aus zwei getrennten Straßenabschnitten bestand; das westliche Teilstück wurde 1965 eigenständige Straße. | Hersbrucker Weg                                                   |
| Hottengrundweg (Lage)             | 0610                                                  | Hottengrund, ausgedehnte Senke nördlich des Luisenbergs, vormals als Upstall genutzt                                                               | 22. Okt. 1956       | Nach 1930 als Straße 160 angelegt, liegt der Weg zwischen Sakrower Land- und Selbitzer Straße. | Hottengrundweg                                                    |
| Ikaruspfad (Lage)                 | 0150                                                  | Ikarus, griechische Sagengestalt, Sohn des Daidalos                                                                                                | 15. Aug. 2000       | Straße in der Landstadt Gatow zwischen Leonardo-da-Vinci-Straße und Seekorso. | Ikaruspfad                                                        |
| Im Dohl (Lage)                    | 0170                                                  | Vermutlich nach einem Flurnamen | um 1955             | Die Stichstraße geht von der Uferpromenade am Groß Glienicker See ostwärts ab. Die Straße in der Siedlung lag bis 1945 auf der Gemarkung Groß Glienicke im Kreis Osthavelland, die auf der Grundlage alliierter Vereinbarungen im Jahre 1945 zu Berlin (Britischer Sektor) kam. Die Grundstücke 2–14 (gerade) und 1, 3, 11 aus der Rückseite der Waldallee wurden in den 1950er Jahren im Waldstreifen am ehemaligen Ortsrand parzelliert und in 1970er Jahren bebaut. | Im Dohl                                                           |
| Imchenallee (Lage)                | 1940                                                  | Imchen, Havelinsel am hiesigen Ufer | 23. Nov. 1931       | Die Straße liegt zwischen Sakrower Kirchweg und Mascha-Kaléko-Weg (hier als Stichstraße am Wasserwerk weiter) und verläuft am Havelufer. Der Straßenzug von Lindenweg und Uferstraße aus dem 19. Jahrhundert wurden mit der Benennung zusammengefasst, im Rahmen der Beseitigung von doppelten Straßennamen seit der Bildung von Groß-Berlin. | Imchenallee: vom Imchenplatz nordostwärts                         |
| Imchenplatz (Lage)                | 0060 × 60 × 60 (Dreieck) (+ nebenliegende Grünfläche) | Imchen, Havelinsel mit NSG | 23. Nov. 1931       | Bei der Benennung der Imchenallee wurde der Platz am Übergang zur Dorfstraße (heute Alt-Kladow) als solcher benannt. | Imchenplatz aus Richtung Sibeliusweg                              |
| Jägerallee (Lage)                 | 0500                                                  | Jäger, Berufsbezeichnung | um 1935             | Die Straße zwischen Wald- und Birkenallee gehörte bis 1945 zu Groß Glienicke und kam durch einen Gebietsaustausch zwischen der Sowjetischen Besatzungszone und dem Britischen Sektor Berlins zum heutigen Ortsteil Kladow als Ortslage Groß-Glienicke. | Jägerallee 17                                                     |
| James-Cook-Straße (Lage)          | 0110                                                  | James Cook (1728–1779), britischer Seefahrer und Entdecker.                                                                                        | 1. Nov. 2011        | Die Straße geht nach Nordost von der Christoph-Kolumbus-Straße ab, auf der Fläche der General-Steinhoff-Kaserne. Bis 2011 hieß sie Graf-Zeppelin-Straße. | James-Cook-Straße                                                 |
| Johannes-Guthmann-Weg (Lage)      | 0220                                                  | Johannes Guthmann, Kunsthistoriker und Schriftsteller (1876–1956)                                                                                  | 19. Sep. 2016       | Die Privatstraße zweigt vom Kladower Damm ab. | Johannes-Guthmann-Weg                                             |
| Johann-Ewald-Weg (Lage)           | 0160                                                  | Johann Joachim Ewald (1727 bis nach 1762), Dichter, lebte zeitweise mit Kleist in Spandau                                                          | 23. Jan. 1964       | Der Weg geht als Stichstraße vom Bechsteinweg nach Südwesten ab. | Johann-Ewald-Weg                                                  |
| Johann-Landefeldt-Straße (Lage)   | 0710                                                  | Johann Heinrich Landefeldt (1788–1846), Gutsbesitzer in Groß Glienicke                                                                             | 15. Aug. 2000       | Sie liegt zwischen Ritterfelddamm und An der Gatower Heide im Gebiet der Landstadt Gatow. | Johann-Landefeldt-Straße                                          |
| Jules-Verne-Straße (Lage)         | 0640                                                  | Jules Verne (1828–1905), französischer Schriftsteller, gilt als Begründer der Science-Fiction-Literatur                                            | 15. Aug. 2000       | Die Straße liegt Ritterfelddamm und Am Flugplatz Gatow im Gebiet der Landstadt Gatow. | Jules-Verne-Straße                                                |
| Kafkastraße (Lage)                | 0290                                                  | Franz Kafka (1883–1924), Schriftsteller aus einer bürgerlichen jüdischen Kaufmannsfamilie                                                          | 1. Aug. 1966        | Die Straße liegt zwischen Sakrower Landstraße und Sakrower Kirchweg, weitergehend als Stichstraße. | Kafkastraße                                                       |
| Käthe-Paulus-Zeile (Lage)         | 0120                                                  | Käthe Paulus (1868–1935), erste deutsche Berufsluftschifferin, Luftakrobatin und Erfinderin des zusammenlegbaren Fallschirms                       | 15. Aug. 2000       | Die Straße liegt als Sackgasse zwischen Seekorso und Am Donnerberg im Gebiet der Landstadt Gatow. Nach Käthe Paulus war nach dem Abzug der Briten eine Straße auf dem Gelände der General-Steinhoff-Kaserne benannt. | Käthe-Paulus-Zeile                                                |
| Katzwanger Steig (Lage)           | 0510                                                  | Katzwang, selbstständige Gemeinde im Kreis Schwabach, heute: Stadtteil von Nürnberg                                                                | 20. Mai 1937        | Der Steig, vorher Straße 144, liegt zwischen Fischbrunner Weg und Selbitzer Straße in der südlich des Flugplatzes Gatow gelegenen Wohnsiedlung, mit nach Kommunen in Franken benannten Straßen. | Katzwanger Steig                                                  |
| Kindlebenstraße (Lage)            | 0420                                                  | Christian Wilhelm Kindleben (1748–1785), Theologe, Schriftsteller und Publizist                                                                    | 11. Okt. 1955       | Die Straße liegt zwischen Sakrower Landstraße bis Sakrower Kirchweg und war vorher als Straße 107 angelegt. | Kindlebenstraße Richtung Sakrower Landstraße                      |
| Kladower Damm (Lage)              | 2620 (im Ortsteil)                                    | Damm nach Kladow – von Gatow her | 8. Mai 1935         | Der Kladower Damm liegt zwischen Alt-Kladow und der Ortsteilgrenze zu Gatow am Breitehornweg. Im nördlichen Teil gehören 300 Meter des Forstes westlich entlang der Straße bis an die Bebauung nicht zum Ortsteil. Die Straße setzt sich nach Norden in Gatow fort und führt über Alt-Gatow und Gatower Straße zur Heerstraße. Sie ist damit eine der Hauptstraßen Kladows. Nordwestlich der Straße existiert ein Abschnitt von nahezu 1500 Metern unter dem gleichen Namen zwischen Golfplatz und General-Steinhoff-Kaserne. | Kladower Damm Richtung Gatow                                      |
| Krampnitzer Weg (Lage)            | 2110                                                  | Weg nach Krampnitz, ehemalige märkische Gemeinde heute zu Potsdam                                                                                  | um 1922             | Er liegt zwischen Sakrower Landstraße und Verlängerter Uferpromenade. Der alte Landweg von Kladow nach Krampnitz erscheint seit etwa 1922 in den amtlichen Straßenverzeichnissen, er führt auf Brandenburger Flur durch das Naturschutzgebiet Königswald. Noch 1930 mit „C“ als Crampnitzer Weg geführt. | Krampnitzer Weg von der Sakrower Landstraße nach Nordwest gesehen |
| Kreutzwaldstraße (Lage)           | 0760                                                  | Friedrich Reinhold Kreutzwald (1803–1882), estnischer Schriftsteller und Arzt                                                                      | 29. Jan. 1958       | Die Straße 123 wurde 1958 passend zu den Persönlichkeiten im „Volkskundlerviertel“ benannt; sie liegt zwischen Pegnitzring und Selbitzer Straße. | Kreutzwaldstraße                                                  |
| Krohnweg (Lage)                   | 0190                                                  | Julius Krohn (1835–1888), finnischer Dichter, Folklorist und Literaturwissenschaftler                                                              | 13. Feb. 1958       | Die Straße geht nördlich vom Runebergweg ab und besitzt Seitenstraßen zur Zufahrt zu den Grundstücken, die zum Finnenhausviertel gehören. | Krohnweg vom Runebergweg nordostwärts                             |
| Kuckuckstraße (Lage)              | 0390                                                  | Kuckuck, Vogelart | um 1935             | Die Straße führt nördlich im Bogen von und zur Privatstraße, gegenüber der Drosselstraße. Sie liegt im Austauschgebiet, das 1945 zwischen der Sowjetischen Besatzungszone und dem britischen Sektor Berlins dazu führte, dass es heute eine Ortslage Groß-Glienicke im Ortsteil Kladow gibt. | Kuckuckstraße                                                     |
| Kurpromenade (Lage)               | 1120                                                  | Promenade in einem Kurort | um 1935             | Sie liegt zwischen Waldallee und Ritterfelddamm in der Ortslage Groß-Glienicke, die durch 1945 durch Gebietsaustausch zwischen den Alliierten zum Ortsteil kam. In der nach 1930 in der Gemeinde Groß Glienicke errichteten Villenkolonie sollte passend zum Seebad am Groß Glienicker See und der Uferpromenade der Erholungswert werbend betont werden. | Kurpromenade                                                      |
| Lanzendorfer Weg (Lage)           | 0530                                                  | Lanzendorf, Ortsteil von Himmelkron, Landkreis Kulmbach, Freistaat Bayern                                                                          | 1. Dez. 1936        | Die Straße 125 wurde 1936 benannt und liegt zwischen Nottepfad und Schauensteiner Weg und geht als Stichstraße weiter. | Lanzendorfer Weg                                                  |
| Leonardo-da-Vinci-Straße (Lage)   | 1240                                                  | Leonardo da Vinci (1452–1519), italienischer Universalgelehrter und Künstler                                                                       | 15. Aug. 2000       | Sie liegt zwischen Ritterfelddamm und Am Flugplatz Gatow im Gebiet der Landstadt Gatow. | Leonardo-da-Vinci-Straße                                          |
| Lerchenstraße (Lage)              | 0320                                                  | Lerche, Singvogel | nach 1930           | Die Straße geht im Bogen vom und zum Ritterfelddamm auf dem Gebiet des alliierten Geländetauschs von Groß Glienicke zu Kladow. | Lerchenstraße                                                     |
| Lönnrotweg (Lage)                 | 0220                                                  | Elias Lönnrot (1802–1884), finnischer Schriftsteller, Philologe und Arzt                                                                           | 13. Feb. 1958       | Er liegt zwischen Topeliusweg und Straße 178, in den er übergeht. | Lönnrotweg; Blick von der Straße 178 her                          |
| Ludwig-Dürr-Straße (Lage)         | 0330                                                  | Ludwig Dürr (1878–1956), Luftschiffkonstrukteur | 15. Aug. 2000       | Die 2000 neu angelegte Straße zwischen An der Gatower Heide und Johann-Landefeldt-Straße liegt in der Landstadt Gatow. | Ludwig-Dürr-Straße                                                |
| Lüdickeweg (Lage)                 | 0420                                                  | Lüdicke, Besitzer der Ziegelei, die in dieser Gegend lag und von 1846 bis 1905 existierte.                                                         | 18. Feb. 1955       | Die Straße zwischen Am Schwemmhorn und Sakrower Landstraße hieß vom Anlegen bis 1955 Straße 118, ein alter Weg durch die Kladower Feldmark auch Pflaumenallee genannt. Die Lüdickesche Ziegelei am Crampnitzer Weg an der damaligen Ortsgrenze wurde zwischen 1846 und 1905 betrieben, südlich davon existierte eine Fabrik für Sprengkapseln. | Lüdickeweg                                                        |
| Mannhardtweg (Lage)               | 0300                                                  | Wilhelm Mannhardt (1831–1880), Volkskundler, Mythologe und Bibliothekar                                                                            | 1. Mai 1962         | Die Straße zwischen Selbitzer Straße und Wossidloweg ist der westliche Abschnitt der Straße 132. Das „Volkskundlerviertel“ ist ein Gebiet mit nach Volks- und Sprachkundlern benannten Straßen. Die Straße 133 setzt den Mannhardtweg nach Westen fort. | Mannhardtweg                                                      |
| Manuelaweg (Lage)                 | 0210                                                  | Manuela (Sängerin), Benennung nach der Schlagersängerin Manuela, mit bürgerlichem Namen Doris-Inge Wegener (18. August 1943 bis 13. Februar 2001). | 19. Aug. 2012       | Der Weg liegt östlich neben dem Kladower Damm (im Bereich zwischen Friedrich-Hanisch-Straße und Neukladower Allee) und ist mit Siedlungshäusern bebaut. | Manuelaweg Blick in die Siedlung                                  |
| Marco-Polo-Straße (Lage)          | 0430                                                  | Marco Polo (1254–1324), venezianischer Händler, durch die Berichte über seine China-Reise bekannt                                                  | 1. Nov. 2011        | Die Straße geht südwestlich von der Christoph-Kolumbus-Straße auf der Fläche der General-Steinhoff-Kaserne ab. Die Straße hatte vor der Umbenennung nach Abzug der britischen Luftwaffe auf dem Kasernengelände den Namen Otto-Lilienthal-Straße. | Marco-Polo-Straße                                                 |
| Marga-von-Etzdorf-Straße (Lage)   | 0300                                                  | Marga von Etzdorf (1907–1933), Fliegerin, Flug Berlin–Tokio (1931/1932)                                                                            | 15. Aug. 2000       | Die Straße zwischen Leonardo-da-Vinci-Straße und Seekorso in der Landstadt Gatow liegt in einem Gebiet, in dem Straßen nach Flugpionieren benannt sind. | Marga-von-Etzdorf-Straße                                          |
| Mascha-Kaléko-Weg (Lage)          | 0500                                                  | Mascha Kaléko (1907–1975), Dichterin der Neuen Sachlichkeit                                                                                        | 7. Juni 1995        | Bis zur Umbenennung als Straße 179 ausgewiesen, liegt er zwischen Imchen- und Neukladower Allee und führt durch ein Wäldchen am Gut Neukladow. | Mascha-Kaléko-Weg                                                 |
| Massolleweg (Lage)                | 0410                                                  | Joseph Massolle (1889–1957), Ingenieur für Filmtontechnik                                                                                          | 19. Mai 1959        | Die Straße liegt zwischen Sakrower Kirchweg und Imchenallee (hier weiter als Stichstraße), in der „Wohnsiedlung am Quastenhorn“ an der Havel hieß sie vor der Benennung Straße 112. | Massolleweg vom Kirchsteig aus                                    |
| Moorbirkenweg (Lage)              | 0230                                                  | Moorbirke, Baumart | 19. Sep. 2016       | Die Straße liegt im Parkviertel und führt von der Parkviertelallee zur Amberbaumallee. | Moorbirkenweg                                                     |
| Nailaer Weg (Lage)                | 0120                                                  | Naila, Stadt in Oberfranken | 20. Mai 1937        | Die Straße zwischen Katzwanger Steig und Hersbrucker Weg gehört als Straße 206 zu den nach fränkischen Gemeinden benannten Straßen südlich des Gatower Flugplatzes, in einer Siedlung, die in den 1930er Jahren für neue Wohnungen angelegt wurden. | Nailaer Weg                                                       |
| Neukladower Allee (Lage)          | 0480                                                  | Schloss Neukladow | 9. Sep. 1931        | Eine Pappelallee vom Kladower Damm in Richtung Havel zum Schloss Neukladow wurde 1931 benannt, sie liegt zwischen Kladower Damm und Mascha-Kaléko-Weg und führt als Stichstraße über diesen hinaus. | Neukladower Allee vom Kladower Damm aus ostwärts                  |
| Niendorfweg (Lage)                | 0180                                                  | Martin Anton Niendorf (1826–1878), Dichter und Schriftsteller                                                                                      | 22. Okt. 1956       | Er liegt zwischen Sakrower Kirchweg und Contessaweg. 1956 wurde der östliche Abschnitt der Straße 106 benannt. | Niendorfweg vom Kirchsteig aus                                    |
| Nieplitzsteig (Lage)              | 0190                                                  | Nieplitz, Nebenfluss der Nuthe in Brandenburg. | 1. Sep. 1973        | Zwischen Selbitzer Straße und Nottepfad gelegen, hieß sie vorher Straße 147. | Nieplitzsteig                                                     |
| Nottepfad (Lage)                  | 0140                                                  | Notte, linker Nebenfluss der Dahme in Brandenburg                                                                                                  | 1. Juni 1974        | Die Straße 152 wurde 1974 benannt und liegt zwischen Krampnitzer und Lanzendorfer Weg. | Nottepfad                                                         |
| Otto-von-Wollank-Straße (Lage)    | 0550                                                  | Friedrich Otto von Wollank (1862–1929), Gutsbesitzer in Groß Glienicke, Rittmeister                                                                | um 1935             | Die Straße lag zum Zeitpunkt der Benennung in Groß Glienicke zwischen Kurpromenade und Waldallee und geriet 1945 durch den Gebietsaustausch zwischen der Sowjetischen Zone und dem Britischen Sektor nach Kladow. | Otto-von-Wollank-Straße                                           |
| Parkrosenweg (Lage)               | 0180                                                  | Parkrosen, Bezeichnung für in Parks vorkommende Rosensorten                                                                                        | 19. Sep. 2016       | Die Straße liegt im Parkviertel und verbindet die beiden Schenkel der Straße An den Parkbäumen. | Parkrosenweg                                                      |
| Parkviertelallee (Lage)           | 0740                                                  | Parkviertel, Wohnviertel rund um die Johannes-Steinhoff-Kaserne                                                                                    | 19. Sep. 2016       | Die Straße liegt im Parkviertel und führt vom Kladower Damm zur Amberbaumallee. | Parkviertelallee                                                  |
| Parnemannweg (Lage)               | 0380                                                  | Parnemann, alteingesessene Bauernfamilie in Kladow                                                                                                 | 9. Sep. 1931        | Die Straße liegt zwischen Sakrower Kirchweg und Sakrower Landstraße. An der Straße wohnte die Bauernfamilie Schütz, deshalb hieß die Straße zunächst Schütze’scher Weg. | Parnemannweg 1                                                    |
| Pegnitzring (Lage)                | 0470                                                  | Pegnitz, Stadt in Oberfreanken (Landkreis Bayreuth, Freistaat Bayern)                                                                              | 1. Dez. 1963        | Die halbringförmig verlaufende Straße liegt zwischen Katzwanger Steig und Wickramstraße und hieß bis zur Benennung Straße 146. | Pegnitzring                                                       |
| Pfändnerweg (Lage)                | 0370                                                  | Christoph Pfändner (1893–1962), Politiker | 4. Nov. 1987        | Die Straße liegt zwischen Krampnitzer Weg und Selbitzer Straße, vorher Straße 132. | Pfändnerweg                                                       |
| Porthanweg (Lage)                 | 0080                                                  | Henrik Gabriel Porthan (1739–1804), finnischer Gelehrter („Vater der finnischen Geschichtsschreibung“)                                             | 12. Jan. 1960       | Die kurze Straße geht westlich vom Eichelmatenweg ab in die „Finnenhaussiedlung“. | Porthanweg an der Ecke Eichelmatenweg                             |
| Potsdamer Chaussee (Lage)         | 1600 (im Ortsteil)                                    | Chaussee Spandau–Potsdam | 1849                | Die Potsdamer Chaussee liegt zwischen Außenweg und Stadtgrenze im Ortsteil. Sie setzt sich nach Norden in Gatow und Wilhelmstadt fort, und nach Süden etwa 200 Meter vom Ritterfelddamm setzt sich die Chaussee in Groß-Glienicke und Richtung Potsdam fort. Auf der Chaussee liegt die Bundesstraße 2. Im gesamten Ortsteil begleitet die Berliner Stadtgrenze die Chaussee am nordwestlichen Rand. In dem Waldstreifen verlief zwischen 1961 und 1990 die Berliner Mauer. | Potsdamer Chaussee                                                |
| Pottensteiner Weg (Lage)          | 0430                                                  | Pottenstein, Stadt in Oberfranken (Landkreis Bayreuth, Bayern)                                                                                     | 1. Dez. 1936        | Vorher als Straße 124 des Bebauungsplanes angelegt, liegt sie zwischen Selbitzer Straße und Wublitzweg. | Pottensteiner Weg 24–30                                           |
| Privatstraße (Lage)               | 0480                                                  | die vormals private Straße wurde zur offiziellen Bezeichnung                                                                                       | nach 1930           | Die Straße zwischen Am Landschaftspark Gatow und Ritterfelddamm gehörte bis 1945 zur märkischen Gemeinde Groß Glienicke im Kreis Osthavelland und kam durch den alliierten Gebietsaustausch zum Ortsteil Kladow (Ortslage Groß-Glienicke). Die Straße ist eine 30er-Zone, und der Anschluss zur Straße Am Landschaftspark ist ein gesperrter Fahrweg (Verkehrsverbot Zeichen 250; nur für Einsatzfahrzeuge zugelassen). | Privatstraße                                                      |
| Pröhleweg (Lage)                  | 0090                                                  | Heinrich Pröhle (1822–1895), Lehrer und Schriftsteller, Sammler deutscher Volksmärchen                                                             | 1. Juli 1964        | Der Pröhleweg geht südwärts vom Lüdickeweg ab. | Pröhleweg                                                         |
| Quastenhornweg (Lage)             | 0230                                                  | Quastenhorn, in die Havel ragender Landvorsprung                                                                                                   | 22. Okt. 1956       | Die Straße geht im Bogen ostwärts vom Massolleweg als Stichstraße ab. Vorher als Straße 109, wurde er im Adressbuch 1935 bis 1937 bis zum Adressbuch 1940 als Maubachstraße geführt, ab 1941 nur noch mit einem Verweis auf Straße 109. | Quastenhornweg                                                    |
| Rex-Waite-Straße (Lage)           | 0700                                                  | Rex Waite (1901–1975), britischer Luftwaffenoffizier, einer der Väter der Berliner Luftbrücke                                                      | 15. Aug. 2000       | Die Straße liegt zwischen Ritterfelddamm bis Johann-Landefeldt-Straße in der Landstadt Gatow. | Rex-Waite-Straße                                                  |
| Richard-Byrd-Straße (Lage)        | 0280                                                  | Richard Evelyn Byrd (1888–1957), US-amerikanischer Polarforscher                                                                                   | 1. Jan. 2002        | Die Straße liegt im Gebiet der Landstadt Gatow zwischen An der Gatower Heide und Johann-Landefeldt-Straße. | Richard-Byrd-Straße                                               |
| Ritterfelddamm (Lage)             | 3110                                                  | Ritterfeld, alter Flurname, Acker des Rittergutes, 1934 in den neu angelegten Flugplatz der deutschen Luftwaffe einbezogen                         | 20. Juli 1938       | Die Straße liegt zwischen Kladower Damm und Potsdamer Chaussee. Der vorherige Name war Groß Glienicker Chaussee, der Straßenverlauf geht auf den Weg nach Seeburg zurück. Der Abschnitt dieser Ortsverbindungsstraße auf Berliner Territorium erhielt 1938 den Namen Ritterfelddamm. 1945 kam durch den Gebietsaustausch der Alliierten Staaken zur Sowjetisch besetzten Zone Deutschlands und ein östlicher Teil von Groß Glienicke zum Britischen Sektor von Berlin (d. h. zum Verwaltungsbezirk Spandau). Der zu Berlin gekommene Teil der Straße wurde am 29. Januar 1958 bis zur Potsdamer Chaussee in den Ritterfelddamm einbezogen.  | Ritterfelddamm                                                    |
| Rohrsängersteig (Lage)            | 0180                                                  | Rohrsänger, zur Familie der Grasmücken | 9. Sep. 1931        | Der Weg liegt zwischen Alt-Kladow bis Imchenallee. | Rohrsängersteig 1–3                                               |
| Rollenhagenweg (Lage)             | 0180                                                  | Georg Rollenhagen (1542–1609), Schriftsteller, Pädagoge und Prediger                                                                               | 1. Juni 1974        | Vorher als Straße 141 angelegt, liegt sie zwischen Ganzhorn- und Hackländerweg. | Rollenhagenweg                                                    |
| Röttenbacher Weg (Lage)           | 0120                                                  | Röttenbach, mittelfränkische Gemeinde, Landkreis Erlangen-Höchstadt, Bayern                                                                        | 1. Dez. 1936        | Die Straße zwischen Pottensteiner und Schauensteiner Weg wurde 1936 aus der Straße 207 gebildet. | Röttenbacher Weg                                                  |
| Runebergweg (Lage)                | 0200                                                  | Johan Ludvig Runeberg (1804–1877), finnischer Schriftsteller                                                                                       | 13. Feb. 1958       | Die Straße liegt zwischen Sibeliusweg und Kladower Damm in einem Gebiet mit mehreren Straßen, die nach finnischen Persönlichkeiten benannt sind (Finnenhaussiedlung). | Runebergweg von der Sibeliusweg aus                               |
| Saint-Exupéry-Straße (Lage)       | 0230                                                  | Antoine de Saint-Exupéry (1900–1944), französischer Schriftsteller und Pilot, Rekordversuch New York–Feuerland                                     | 15. Aug. 2000       | Die Straße liegt zwischen Leonardo-da-Vinci-Straße und Seekorso im Gebiet der Landstadt Gatow, wo mehrere Straßen nach Luftfahrtpionieren benannt sind. | Saint-Exupéry-Straße                                              |
| Sakrower Kirchweg (Lage)          | 1790                                                  | Sacrow, benachbarter Ort, heute Ortsteil der Stadt Potsdam                                                                                         | vor 1900            | Die Straße liegt zwischen Alt-Kladow und Sakrower Landstraße. Es war der Weg von der Kladower Dorfkirche nach Sacrow, der Name findet sich bereits Ende des 19. Jahrhunderts in Urkunden. | Sakrower Kirchweg: Blick zur Kirche und Alt-Kladow                |
| Sakrower Landstraße (Lage)        | 2190                                                  | Sacrow, benachbarter Ort, heute Ortsteil der Stadt Potsdam                                                                                         | 3. Mai 1935         | Die Sakrower Landstraße liegt zwischen Alt-Kladow und der Stadtgrenze, wo sie als Kladower Straße nach Sacrow weiterführt. Sie wurde vorher zwar mitunter als Sakrower Chaussee geführt, war aber eher ein Landweg; die Bezeichnung Landstraße erfolgte nach dem Ausbau der Straße im Jahr 1935, der im Zusammenhang mit dem Flugplatzbau erfolgte. | Sakrower Landstraße: hier in Verlängerung Kladower Damm           |
| Schallweg (Lage)                  | 0210                                                  | Martin Schall (1844–1921), Theologe und Mitglied des Deutschen Reichstags                                                                          | 1. Juli 1962        | Der nördliche Abschnitt der Straße Am Dorfwald wurde 1962 eine eigenständige Straße und erhielt den Namen Schallweg. Er geht vom Ritterfelddamm nach Südwest ab. | Schallweg, Ecke Ritterfelddamm                                    |
| Schambachweg (Lage)               | 0360                                                  | Georg Schambach (1811–1879), deutscher Germanist                                                                                                   | 1. Mai 1962         | Die Straße liegt zwischen Benfeyweg und Mannhardtweg, über diesen als Stichstraße weiter. Die Verlängerung nach Süden wurde am 4. Oktober 1963 einbezogen. | Schambachweg                                                      |
| Schauensteiner Weg (Lage)         | 0360                                                  | Schauenstein, oberfränkische Stadt, Landkreis Hof, Freistaat Bayern                                                                                | 1. Dez. 1936        | Nach 1930 als Straße 131 angelegt, liegt er zwischen Lanzendorfer und Wublitzweg, über den er als Stichstraße weiterführt. | Schauensteiner Weg                                                |
| Schwabinger Weg (Lage)            | 0390                                                  | Schwabing, Stadtteil von München, gilt seit Anfang des 20. Jahrhunderts als Künstlerviertel                                                        | 20. Juli 1938       | Die Straße 213 wurde vor 1937 in der Wohnsiedlung für die Beschäftigten des Militärflugplatzes Gatow angelegt und 1938 benannt. Sie liegt zwischen Ritterfelddamm und über den Aiblinger Weg hinweg. | Schwabinger Weg                                                   |
| Seebadstraße (Lage)               | 0640                                                  | Villenviertel am Groß Glienicker See, galt als Badeort                                                                                             | nach 1930           | Die Straße liegt zwischen Waldallee und Kurpromenade in der Kladower Ortslage Groß-Glienicke. Dieses Gebiet kam 1945 durch Gebietsaustausch der Alliierten zu Berlin. | Seebadstraße                                                      |
| Seekorso (Lage)                   | 1120                                                  | Korso als vornehme Hauptstraße, hier zum Groß Glienicker See                                                                                       | nach 1930           | Die Straße lag zunächst nur zwischen Kurpromenade und Ritterfelddamm und gehörte vor 1945 zur märkischen Gemeinde Groß Glienicke im Kreis Osthavelland. Vor 1938 wurde sie in Adolf-Hitler-Allee umbenannt, und im Mai 1945 wurde dieser Name gelöscht; die Straße blieb kurzzeitig namenlos. Am 30. August 1945 kam das Gebiet auf der Grundlage alliierter Vereinbarungen zu West-Berlin, und die Straße erhielt den Namen Seekorso zurück. Mit dem Bau der Landstadt Gatow wurde die Straße in dieses Gebiet hinein verlängert. | Seekorso                                                          |
| Selbitzer Straße (Lage)           | 1670                                                  | Selbitz, oberfränkische Stadt (Landkreis Hof, Freistaat Bayern)                                                                                    | 1. Dez. 1936        | Die Straße liegt zwischen Ritterfelddamm und Pottensteiner Weg. Sie wurde als Straße 122 vom Damm her mit der Siedlung angelegt. Der Linienbus fährt auf dieser Straße. | Selbitzer Straße                                                  |
| Setheweg (Lage)                   | 0210                                                  | Paul Sethe (1901–1967), Publizist, Journalist und Geisteswissenschaftler                                                                           | 1. Mai 1980         | Er geht vom Temmeweg nach Süden als Stichstraße ab. | Setheweg                                                          |
| Sibeliusweg (Lage)                | 0520                                                  | Jean Sibelius (1865–1957), finnischer Komponist | 21. Jan. 1961       | Vorher als Straße 177 nach Bebauungsplan eingerichtet, liegt sie zwischen Imchenplatz und Friedrich-Hanisch-Straße in einer Siedlung mit nach finnischen Persönlichkeiten benannten Straßen („Finnenhaussiedlung“). | Sibeliusweg vom Imchenplatz nach Norden                           |
| Sparnecker Weg (Lage)             | 0140                                                  | Sparneck, oberfränkische Gemeinde, Landkreis Hof, Freistaat Bayern                                                                                 | 19. Apr. 1985       | Die Straße geht nach Norden vom Ritterfelddamm ab und ist die Zufahrtsstraße zum Golfplatz und insbesondere zum Flugplatz Gatow. | Sparnecker Weg                                                    |
| Staudenweg (Lage)                 | 0080                                                  | Stauden, ausdauernde und krautige Pflanzen | nach 1930           | Die kurze Stichstraße geht südlich von der Seebadstraße ab. Sie gehörte zunächst zu Groß Glienicke und kam im Jahre 1945 durch den Gebietsaustausch zu Kladow. | Staudenweg                                                        |
| Storchenstraße (Lage)             | 0120                                                  | Storchen, Vogelfamilie der Schreitvögel | nach 1930           | Die Straße zwischen Ritterfelddamm und Lerchenstraße wurde in Groß Glienicke angelegt und kam durch Gebietstausch der Alliierten 1945 zum Ortsteil. | Storchenstraße                                                    |
| Straße 133 (Lage)                 | 0180                                                  | Nummerierung nach Bebauungsplan | nach 1930           | Sie liegt zwischen Verlängerte Uferpromenade und Wossidloweg und verlängert den Mannhardtweg. | Straße 133 aus Richtung See                                       |
| Straße 136 (Lage)                 | 0100                                                  | Nummerierung nach Bebauungsplan | nach 1930           | Die Straße liegt zwischen Fuchsbergeweg und Grimmelshausenstraße. | Straße 136                                                        |
| Straße 153 (Lage)                 | 0090                                                  | Nummerierung nach Bebauungsplan | nach 1930           | Die Straße geht östlich als Stichstraße vom Wublitzweg ab. | Straße 153                                                        |
| Straße 178 (Lage)                 | 0310                                                  | Nummerierung nach Bebauungsplan | nach 1930           | Die Straße verlängert den Lönnrotweg als Stichstraße nach Nordwesten. | Straße 178 nach Nordost zum Felde ehemalige Gewächshäuser         |
| Temmeweg (Lage)                   | 0460                                                  | Jodocus Donatus Hubertus Temme (1798–1881), Politiker, Jurist und Schriftsteller                                                                   | 22. Okt. 1956       | Die Straße liegt zwischen Gößweinsteiner Gang und Sakrower Landstraße und hieß vor der Benennung Straße 103. | Temmeweg                                                          |
| Thea-Rasche-Zeile (Lage)          | 0110                                                  | Thea Rasche (1899–1971), Pilotin und Journalistin                                                                                                  | 28. Aug. 2000       | Die Stichstraße zwischen Seekorso und Am Donnerberg liegt im Gebiet der Landstadt Gatow. | Thea-Rasche-Zeile                                                 |
| Topeliusweg (Lage)                | 0510                                                  | Zacharias Topelius (1818–1898), finnischer Dichter                                                                                                 | 13. Feb. 1958       | Die Straße in der „Finnenhaussiedlung“ in Neu Kladow verläuft vom Kladower Damm nach Nordwest und der Lönnrotstraße, dabei wird letztere im Bogen umschlossen. | Topeliusweg                                                       |
| Uferpromenade (Lage)              | 1290                                                  | Uferpromenade am Ostufer des Groß Glienicker Sees                                                                                                  | um 1935             | Die Straße geht westlich vom Ritterfelddamm zum See ab und dann am Ufer entlang nach Süden. Die Straße wurde in Groß Glienicke angelegt und kam durch den alliierten Gebietsaustausch im Jahre 1945 zum Ortsteil. | Uferpromenade 36                                                  |
| Umberto-Nobile-Straße (Lage)      | 0310                                                  | Umberto Nobile (1885–1978), italienischer Luftschiffpionier und General                                                                            | 1. Jan. 2002        | Die Straße liegt im Gebiet der Landstadt Gatow zwischen An der Gatower Heide bis Johann-Landefeldt-Straße. | Umberto-Nobile-Straße                                             |
| Verlängerte Uferpromenade (Lage)  | 0730                                                  | Fortsetzung der Uferpromenaden am See | um 1935             | Die Straße ist die südliche Verlängerung der Uferpromenade und dem Krampnitzer Weg. | Verlängerte Uferpromenade                                         |
| Waldallee (Lage)                  | 0810                                                  | hier vormals liegendes Waldgebiet | um 1935             | Zwischen Ritterfelddamm und Uferpromenade gelegen, wurde diese Straße in der märkischen Gemeinde Groß Glienicke angelegt und kam 1945 durch von den Alliierten beschlossenen Gebietsaustausch zu Kladow. | Waldallee 64                                                      |
| Weihenzeller Steig (Lage)         | 0120                                                  | Weihenzell, mittelfränkische Gemeinde, Landkreis Ansbach, Freistaat Bayern                                                                         | 20. Mai 1937        | Die als Straße 204 angelegte Straße wurde mit der Bebauung 1937 benannt und liegt zwischen Hersbrucker Weg und Pegnitzring. | Weihenzeller Steig                                                |
| Weinholdweg (Lage)                | 0250                                                  | Weinhold (1823–1901), Germanist und Mediävist | 22. Okt. 1956       | Der südliche Abschnitt der Straße 121 zwischen Zingerleweg und Wredeweg erhielt 1956 den Namen, passend zu den Straßennamen des „Volkskundlerviertel“. | Weinholdweg                                                       |
| Wertheimweg (Lage)                | 0200                                                  | Wolf Wertheim (1867–1940), Kaufmann, Opfer des NS-Regimes                                                                                          | 18. Feb. 1955       | Die vorher als Straße 111 geführte zwischen Sakrower Kirchweg und Quastenhornweg liegende Straße wurde 1955 benannt. | Wertheimweg                                                       |
| Wickramstraße (Lage)              | 0680                                                  | Jörg Wickram (um 1505–vor 1562), frühneuhochdeutscher Schriftsteller                                                                               | 19. Mai 1959        | Die Straße 137 zwischen Krampnitzer Weg und Pegnitzring wurde 1959 passend zu umliegenden Straßen der Siedlung nach Dichtern benannt. | Wickramstraße                                                     |
| Wildapfelpfad (Lage)              | 0160                                                  | Wildapfel, Stammform des Kulturapfelbaums | 19. Sep. 2016       | Die Stichstraße liegt im Parkviertel und zweigt von der Parkviertelallee ab. | Wildapfelpfad                                                     |
| Wisserweg (Lage)                  | 0370                                                  | Wilhelm Wisser (1843–1935), Gymnasialprofessor und Mundartforscher                                                                                 | 1. Mai 1962         | Diese Straße im „Volkskundlerviertel“ liegt zwischen Benfey- und Mannhardtweg und wurde 1968 in nördlicher Richtung verlängert. | Wisserweg                                                         |
| Wossidloweg (Lage)                | 0250                                                  | Richard Wossidlo (1859–1939), Begründer der mecklenburgischen Volkskunde                                                                           | 1. Mai 1962         | Der Weg zwischen Mannhardtweg / Straße 133 und Benfeyweg liegt im „Volkskundlerviertel“ mit nach Persönlichkeiten auf diesem Gebiet benannten Straßen. | Wossidloweg                                                       |
| Wredeweg (Lage)                   | 0230                                                  | Ferdinand Wrede (1863–1934), Linguist für altgermanische Dialekte und Dialektgeografie                                                             | 28. Aug. 1963       | Die Straße zwischen Selbitzer Straße und Bartschweg liegt im „Volkskundlerviertel“ mit Straßen nach Persönlichkeiten auf dem Gebiet der Volkskunde. | Wredeweg                                                          |
| Wublitzweg (Lage)                 | 0510                                                  | Wublitz, rechter Nebenfluss der Havel | 1. Nov. 1971        | Der Weg liegt zwischen Krampnitzer und Schauensteiner Weg. Er wurde 1971 aus dem nördlichen Abschnitt der Straße 126 gebildet, und am 1. Februar 1976 wurde der verbliebene Abschnitt bis zum Seniorenheim Hottengrund einbezogen. | Wublitzweg                                                        |
| Zingerleweg (Lage)                | 0470                                                  | Ignaz Vinzenz Zingerle (1825–1892), Tiroler Literaturwissenschaftler, Germanist und Schriftsteller                                                 | 19. Mai 1959        | Die Straße zwischen Kreuzwaldstraße und Bartschweg, vorher Straße 117, liegt im „Volkskundlerviertel“; hier sind Straßen nach Persönlichkeiten auf diesem Gebiet benannt. | Zingerleweg                                                       |

## Einige umbenannte und ehemalige Straßen
Im Adressbuch von 1943 sind für die „Siedlung Hottengrund“ die Straßen 106, 107, 109, 111, 112, 116, 123, 147, 160, 177, 178, 198, 199 als bebaut (teilweise mit Sommerhäusern) aufgeführt, des Weiteren die „Siedlung am Krapnitzer Weg“ mit Straße 136, 137, 138, 139 und 169 sowie die Siedlung auf den Seebergen (mit den Straßen 117, 118, 119, 120, 121 und der Selbitzer Straße) bebaut oder wenigstens als Baustelle genannten Grundstücken. Im Jahr 1935 war von diesen Straßen erst die Siedlung auf den Seebergen (mit Straße B und Straße 6) aufgeführt, sowie nur als Querstraße erwähnt sind Straße 23, 44, 45, A, C, D, E, F. Die Nummern-Straßen sind nur in der obigen Tabelle aufgeführt.

Eine Besonderheit im Ortsteil Kladow besteht darin, dass im Jahr 1945 ein Gebietsaustausch zwischen der Sowjetischen Besatzungszone und dem Britischen Sektor Berlins (siehe auch Staaken) bewirkte, dass das ab der Mitte des Groß Glienicker Sees 1945 östliche Teile von Groß Glienicke zum West-Berliner Bezirk Spandau kamen. Diese gehören nun als Ortslage Groß-Glienicke zu Kladow. Zu Groß Glienicke gehörte bis 1945 das Ritterfeld und das Ritterholz östlich vom Ritterfelddamm (Landstadt Gatow), westlich davon Hasenheide und Seebergen. Noch in den 1940er Jahren wurde hier die Siedlung „Wochenend West“ angelegt. Die Siedlungshäuser kamen seit den 1950er Jahren hinzu, begrenzt ist diese Fläche im Norden und Westen von der Seepromenade, im Osten vom Ritterfelddamm und im Süden von der Waldallee. Exakterweise Im Dohl als Anschluss an der Seepromenade und Gottfried-Arnold-Weg am Ritterfelddamm. Die Grundstücke beider Straßen wurden in den 1950er Jahren auf dem Waldstreifen entlang der vormaligen Ortsgrenze angelegt. Als zentrale Achse der 1940er-Siedlung wurde das Seekorso zwischen den benachbarten Parallelstraßen Birkenallee und Seebadstraße geplant und damals als Adolf-Hitler-Allee angelegt. Angemerkt sei, dass der Potsdamer Ortsteil ohne Bindestrich als „Groß Glienicke“ und die Spandauer Ortslage mit Bindestrich als „Groß-Glienicke“ geschrieben wird.
| Alte Namen               | von                | bis           | umbenannt                   | Anmerkungen |
| ------------------------ | ------------------ | ------------- | --------------------------- | --- |
| Akazienallee             | nach 1930          | 1. Aug. 1965  | → Bardelebenweg             | Akazien sind Laub- und Alleebäume. Die Umbenennung erfolgte wegen der Doppelung von Straßennamen seit der Bildung von Groß-Berlin. |
| Dorfstraße Dorfplatz     | 1700 (überliefert) | 3. Mai 1935   | → Alt-Kladow                | Der Dorfkern von Kladow, die erste Straße in der früheren Dorfgemeinde Kladow. |
| Eppsteiner Gang          | 23. Nov. 1931      | 18. Jan. 1936 | → Gößweinsteiner Gang       | Eppstein, Stadt in Hessen |
| Ernst-Kleßen-Straße      | vor 1936           | 18. Jan. 1936 | Straße 137                  | Eine Privatstraße zwischen dem Krampnitzer Weg und der Feldflur. Der Name wurde offiziell nicht dauerhaft übernommen. |
| Fuchsberge               | 1931               | 1936          |                             | Diese Angabe ist als Adressangabe für das Goldberg’sche und das Preuß’sche Haus ab Krampnitzer Weg in den Adressbüchern Mitte der 1930er Jahre für den Ortsteil Gatow genannt. Heute ist hier ein Waldstück (Hundeauslaufgebiet) im Winkel zwischen Ritterfelddamm und Krampnitzer Weg in das einige Zufahrtsstraßen hineingehen. |
| Gatower Chaussee         | vor 1900           | 8. Mai 1935   | → Kladower Damm             | Die Chaussee zum Nachbarort Gatow, auch als Spandauer Chaussee bezeichnet, da sie über Gatow hinaus nach Spandau weiterführte. 1935 wurde der gesamte Straßenverlauf ab Gatow vereinheitlicht. |
| Graf-Zeppelin-Straße     | 6. Okt. 1994       | 1. Nov. 2011  | → James-Cook-Straße         | Ferdinand Graf von Zeppelin (1838–1917) ist der Erfinder und Namensgeber der entsprechenden Luftschiffe, und wurde als Pionier der Fliegerei wegen der Nähe der Straße zum Flugplatz gewählt. |
| Groß-Glienicker Chaussee | vor 1920           | 20. Juli 1938 | → Ritterfelddamm            | Die Chaussee zum Nachbarort Groß Glienicke war die Landstraße nach Seeburg und wurde im Berliner Teil 1938 umbenannt. Ein Teil dieser Straße lag jedoch (vor dem Gebietstausch) in Groß Glienicke und behielt die ältere Bezeichnung. Als 1945 der Tausch von Teilen Staakens gegen den östlichen Teil Groß Glienickes geschah, blieb der Straßenzug im Namen noch geteilt, bis 1958 auch der nördliche Teil bis an die Potsdamer Chaussee in den Ritterfelddamm einbezogen wurde. |
| Groß-Glienicker Gasse    | vor 1920           | 20. Juli 1938 | → Ritterfelddamm            | Die Gasse lag im Winkel von und zur Groß-Glienicker Chaussee, wobei der Name von dieser abgeleitet ist. |
| Havelberg Havelufer      | vor 1910           | nach 1930     | aufgehoben                  | Die Straßen waren nach einer Erhebung an der Havel benannt. Die Straße Havelberg lag zwischen Dorfplatz und Sakrower Kirchweg und Havelufer zwischen Havelberg und Kirchweg. |
| Käthe-Paulus-Straße      | 6. Okt. 1994       | 1. Nov. 2011  | → Christoph-Kolumbus-Straße | Käthe Paulus (1868–1935), erste deutsche Berufsluftschifferin, Erfinderin des zusammenlegbaren Fallschirms. Mit der geänderten Straßensituation in Kladow wurde als Namensgeber der Straße dann Kolumbus gewählt und der Name Käthe Paulus auf eine andere Straße übertragen. |
| Lindenweg                | vor 1900           | 23. Nov. 1931 | → Imchenallee               | Linden sind ein Laub- und Alleebaum der diese Straße säumte. Der Weg wurde beim Befestigen zusammen mit der anschließenden Uferstraße in Imchenallee umbenannt. |
| Marie-Elisabeth-Allee    | vor 1936           | nach 1944     | aufgehoben                  | Eine Privatstraße mit Sommerhäusern zwischen dem Krampnitzer Weg und der Feldmark, am Wilhelminensteig vorbei. |
| Maubach-Straße           | vor 1936           | 18. Jan. 1936 | Straße 109                  | Der Name dieser vom Sakrower Kirchweg abgehenden Privatstraße wurde 1936 wieder aufgehoben und zunächst noch inoffiziell für die Straße 109 geführt. Sie ist wohl nach Eduard Maubach benannt worden. |
| Otto-Lilienthal-Straße   | 6. Okt. 1994       | 1. Nov. 2011  | → Marco-Polo-Straße         | Die Straße wurde nach dem Abzug der britischen Truppen in Berlin vom Flugplatz zunächst nach dem Luftfahrtpionier Karl Wilhelm Otto Lilienthal (1848–1896) benannt. |
| Schütze’scher Weg        | vor 1925           | 9. Sep. 1931  | → Parnemannweg              | Das Gehöft von Bauer Schütze aus Kladow lag am Wege zwischen Sacrower Chaussee und Kirchweg. |
| Spandauer Chaussee       | vor 1900           | 8. Mai 1935   | → Kladower Damm             | Die Spandauer Chaussee schloss über den Dorfplatz hinweg unmittelbar an die Groß-Glienicker Chaussee an. |
| Uferstraße               | um 1894            | 23. Nov. 1931 | → Imchenallee               | Die Straße verlief am Ufer der Havel entlang und wurde beim Befestigen zusammen mit der Lindenstraße von Alt-Kladow an in Imchenallee umbenannt. |
| Waldstraße               | 6. Okt. 1994       | 1. Nov. 2011  | → Ferdinand-Magellan-Straße | Die Straße führte in den Wald der Helleberge. |

## Weitere Örtlichkeiten im Ortsteil

### Weitere Siedlungen
- Wochenendsiedlung Breitehorn (Lage)
- Wochenendsiedlung Havelfreude (Lage)
- Wochenendsiedlung Havelwiese (Lage)

### Parks
- Gutspark Neu Kladow (RBS: 08223, Lage)
- Landschaftspark (Lage)
- Dorfaue Kladow (RBS: 08151)
- Alte Kiesgrube Kladow (RBS: 08206)
- Unkenpfuhlpark (RBS: 08171)